# Starksboro
Starksboro ist eine Stadt im Addison County des Bundesstaates Vermont in den Vereinigten Staaten mit 1756 Einwohnern (laut Volkszählung von 2020).

## Geografie

### Geografische Lage
Die Gemeinde liegt an der Westflanke der Green Mountains am südöstlichen Rand der Ebene um den Lake Champlain. Sie ist gebirgig und von vielen kleinen Wasserläufen durchzogen, die in den westlich fließenden Otter Creek münden. Von den Bergen sind Hillsboro Mountain, Norton Hill, East Mountain und Shaker Mountain erwähnenswert; alle sind etwa 2450 Fuß hoch (ca. 750 m).

### Nachbargemeinden
Alle Angaben als Luftlinien zwischen den offiziellen Koordinaten der Orte aus der Volkszählung 2010.
- Nordosten: Huntington, 5,0 km
- Osten: Buels Gore, 4,8 km
- Südosten: Warren, 13,5 km
- Süden: Lincoln, 4,8 km
- Südwesten: Bristol, 7,8 km
- Westen: Monkton, 15,8 km
- Nordwesten: Hinesburg, 11,3 km

### Klima
Die mittlere Durchschnittstemperatur in Starksboro liegt zwischen −9,4 °C (15 °Fahrenheit) im Januar und 18,9 °C (66 °Fahrenheit) im Juli. Damit ist der Ort gegenüber dem langjährigen Mittel der USA um etwa 10 Grad kühler. Die Schneefälle zwischen Mitte Oktober und Mitte Mai liegen mit mehr als fünfeinhalb Metern etwa doppelt so hoch wie die mittlere Schneehöhe in den USA, die tägliche Sonnenscheindauer liegt am unteren Rand des Wertespektrums der USA, von September bis Dezember sogar deutlich darunter.

## Geschichte
Der Lage in den Vorbergen der Green Mountains wegen war das Gebiet in den vorangegangenen Besiedlungsschüben nicht berücksichtigt worden; die in den Jahren bis 1764 gegründeten Towns der Umgebung waren in der fruchtbaren Ebene des Lake Champlain platziert worden, wo eine intensive Landwirtschaft möglich schien. Starksboro wurde dagegen erst nach der Gründung der Vermont Republic, dem Vorgänger des heutigen Vermont, durch das Parlament der Republik zur Besiedlung ausgerufen. Dies geschah am 7. November 1780; bereits zwei Tage später war das Gebiet an eine Gruppe von 68 Siedlern verkauft worden. Das Gebiet war in 73 Parzellen zu je 242 acres (etwa 10 ha) aufgeteilt worden. Die Besiedlung begann aber erst im April 1788; bereits 1790 wurde der erste Friedensrichter in der Stadt ernannt. Die konstituierende Stadtversammlung fand im März 1796 statt.
Am 4. März 1797 wurde ein Teil der Fläche der Nachbargemeinde Monkton der Fläche Starksboros zugeschlagen (2726 acres, entsprechend 11 km²). Ab 1798 war der Ort durch einen eigenen Abgeordneten im Kongress von Vermont vertreten. Zwischen 1798 und 1812 gründeten sich vier verschiedene Glaubensgemeinschaften im Ort. In der Mitte der 1840er Jahre tauchten mehrere Siedler auf, die Ansprüche aus einem britischen Landverkauf aus dem Jahr 1774 anmeldeten; sie wurden aber abgewiesen.
Beim Bau der Eisenbahnen ab 1845, die Vermont durchquerten, wurde Starksboro nicht angeschlossen: es gab keine Industrie, die zu bedienen gewesen wäre. Stattdessen wurde in den von Monkton zugeschlagenen Bereichen in der Ebene zunächst Schafzucht, ab dem dritten Quartal des 19. Jahrhunderts zunehmend Milchwirtschaft betrieben. Die waldbestandenen Gebiete wurden mit relativ geringer Holzwirtschaft genutzt; die Wasserläufe aus den Bergen wurden intensiv durch Getreidemühlen und Sägewerke genutzt.
Seit den 1960er Jahren entwickelt sich Starksboro, wie einige Nachbargemeinden auch, zunehmend zu einer Schlafstadt für den nördlich gelegenen Ballungsraum Burlington und hat seine Einwohnerschaft in den letzten 50 Jahren mehr als verdreifacht. Die lokale Wirtschaft hat sich dadurch aber nicht wesentlich verändert; sie ist immer noch in erster Linie land- und forstwirtschaftlich ausgerichtet.

### Einwohnerentwicklung
| Volkszählungsergebnisse – Town of Starksboro, Vermont | Volkszählungsergebnisse – Town of Starksboro, Vermont | Volkszählungsergebnisse – Town of Starksboro, Vermont | Volkszählungsergebnisse – Town of Starksboro, Vermont | Volkszählungsergebnisse – Town of Starksboro, Vermont | Volkszählungsergebnisse – Town of Starksboro, Vermont | Volkszählungsergebnisse – Town of Starksboro, Vermont | Volkszählungsergebnisse – Town of Starksboro, Vermont | Volkszählungsergebnisse – Town of Starksboro, Vermont | Volkszählungsergebnisse – Town of Starksboro, Vermont | Volkszählungsergebnisse – Town of Starksboro, Vermont |
| Jahr                                                  | 1700                                                  | 1710                                                  | 1720                                                  | 1730                                                  | 1740                                                  | 1750                                                  | 1760                                                  | 1770                                                  | 1780                                                  | 1790                                                  |
| ----------------------------------------------------- | ----------------------------------------------------- | ----------------------------------------------------- | ----------------------------------------------------- | ----------------------------------------------------- | ----------------------------------------------------- | ----------------------------------------------------- | ----------------------------------------------------- | ----------------------------------------------------- | ----------------------------------------------------- | ----------------------------------------------------- |
| Einwohner                                             |                                                       |                                                       |                                                       |                                                       |                                                       |                                                       |                                                       |                                                       |                                                       | 40                                                    |
| Jahr                                                  | 1800                                                  | 1810                                                  | 1820                                                  | 1830                                                  | 1840                                                  | 1850                                                  | 1860                                                  | 1870                                                  | 1880                                                  | 1890                                                  |
| Einwohner                                             | 359                                                   | 726                                                   | 914                                                   | 1342                                                  | 1263                                                  | 1400                                                  | 1437                                                  | 1361                                                  | 1249                                                  | 1070                                                  |
| Jahr                                                  | 1900                                                  | 1910                                                  | 1920                                                  | 1930                                                  | 1940                                                  | 1950                                                  | 1960                                                  | 1970                                                  | 1980                                                  | 1990                                                  |
| Einwohner                                             | 902                                                   | 835                                                   | 806                                                   | 687                                                   | 744                                                   | 576                                                   | 502                                                   | 668                                                   | 1336                                                  | 1511                                                  |
| Jahr                                                  | 2000                                                  | 2010                                                  | 2020                                                  | 2030                                                  | 2040                                                  | 2050                                                  | 2060                                                  | 2070                                                  | 2080                                                  | 2090                                                  |
| Einwohner                                             | 1898                                                  | 1777                                                  | 1756                                                  |                                                       |                                                       |                                                       |                                                       |                                                       |                                                       |                                                       |

## Wirtschaft und Infrastruktur

### Verkehr
Die Gemeinde liegt zwar an keiner Schnellstraße, doch führt die Vermont State Route 116 im Westen durch das Gebiet. Sie verbindet Starksboro mit Hinesburg im Norden und Bristol im Süden. Außerdem durchquert im Süden die Passstraße Vermont State Route 17, die über den Camels Hump und sein Skigebiet nach Fayston und Waitsfield im Osten führt, das Gebiet der Town.

### Öffentliche Einrichtungen
Mit Ausnahme der üblichen städtischen Einrichtungen und der Grundschule verfügt Starksboro über keine öffentlichen Einrichtungen. Das nächstgelegene Krankenhaus, das Fletcher-Allen-Health Care, findet sich in Burlington.

### Bildung
Starksboro  gehört mit Bristol, Lincoln, Monkton, New Haven und Mt. Abraham zur Addison Northeast Supervisory Union.
Die Town verfügt über eine Grundschule, die Robinson School mit Schulklassen von Kindergarten bis zum sechsten Schuljahr. Für alle weiterführenden Schulen müssen umliegende Gemeinden, insbesondere Burlington, angefahren werden.
Die Starksboro Public Library befindet sich an der Vermont Route 116.

## Persönlichkeiten

### Persönlichkeiten, die vor Ort gewirkt haben
- Ryan Cochran-Siegle (* 1992), Skirennläufer